# New In Chess
New In Chess (kurz: NIC) ist eine im niederländischen Alkmaar herausgegebene Schachzeitschrift in englischer Sprache, die achtmal jährlich erscheint.

## Geschichte
Die Ursprünge des Magazins reichen zurück zur Gründung des niederländischen Schaakbulletin im Jahr 1968 auf Initiative von Willem Andriessen (1938–2017). Das Schaakbulletin bestand in den Anfangszeiten vornehmlich aus Schachpartien, Analysen und Schachnachrichten mit einem Umfang von ca. 20 Seiten. Mit den beiden niederländischen Großmeistern Jan Timman und  Jan Hein Donner kamen in den 1970er Jahren zwei hochrangige Mitarbeiter hinzu. Unter Donner nahm der Anteil an Kolumnen und Turnierberichten zu, während Timman für Partieanalysen zuständig war – er gilt heute noch als exzellenter Kommentator von Schachpartien.
Im September 1984, unter dem zunehmenden Einfluss der Computerentwicklung und der Programmierung von Datenbanken für Schachpartien, erschien dann das erste Exemplar von New In Chess – wie zuletzt beim Schaakbulletin unter der Chefredaktion von Jan Timman und der Leitung von Willem Andriessen. Mit einem nun englischsprachigen Magazin sollte der internationale Markt außerhalb der Niederlande erschlossen werden.
Noch heute verwendet das New In Chess-Team die damals von Elsevier entwickelte „New In Chess Database“, heute „NICBase“, eine Schachdatenbank, in der Partien nach dem so genannten NIC key eröffnungstheoretisch klassifiziert werden.
Das Magazin war anfangs auf zwölf Ausgaben mit je 64 Seiten per annum ausgelegt, wurde allerdings schon ab dem Jahr 1986 auf jährlich acht Ausgaben (mit jeweils 96 Seiten) reduziert: Nachdem Top-Spieler wie die Weltmeister Karpow und Kasparow der Redaktion ihre Mitarbeit angeboten hatten, sollte der qualitative Aspekt weiter in den Vordergrund rücken, beispielsweise durch gründliche Partieanalysen und Turnierberichte, weniger die topaktuelle Berichterstattung.

### Mitarbeiter 1984
Die Mitarbeiter der ersten Ausgabe im September 1984 waren:
- Herausgeber: B. J. Toet
- Chefredaktion: Willem Andriessen und Jan Timman
- Redaktionelle Mitarbeit: Raymond Keene

## Aktuell
Im mittlerweile dritten Jahrzehnt seines Bestehens hat sich das bis Ende 2010 im DIN-C5-Format erschienene New In Chess-Magazin als internationale Schachzeitschrift etabliert, die in über 70 Ländern gelesen wird und auch in Großmeisterkreisen als gängige Schachpublikation gilt. Daneben erschien von 1984 bis 2022 viermal im Jahr das New In Chess Yearbook, ein Kompendium zur aktuellen Eröffnungstheorie. Außerdem publiziert New In Chess im Eigenverlag auch weitere Schachbücher, beispielsweise die Buchserie Secrets of Opening Surprises (kurz: SOS, im Deutschen: Schach Ohne Scheuklappen, ISBN 90-5691-125-2).

### Mitarbeiter
Die aktuellen Mitarbeiter (Stand: Dezember 2012):
- Herausgeber: Allard Hoogland
- Chefredaktion: Dirk Jan ten Geuzendam und Jan Timman
- Regelmäßige Kolumnen: Hans Ree, Luke McShane, Nigel Short, Garri Kasparow, Jeroen Bosch, Charles Hertan

### Inhalt
Berichte über aktuelle Schachturniere, Partieanalysen, Interviews mit oder Porträts von zeitgenössischen Schachspielern oder Schachfunktionären werden von verschiedenen Rubriken und Kolumnen umspannt. Einleitend finden sich in „NIC's Cafe“ Kurzberichte aus der Schachwelt, danach eine Leserbriefrubrik. Der niederländische Großmeister Hans Ree berichtet in einer mehrseitigen Kolumne vornehmlich über schachhistorische Begebenheiten und Begegnungen mit Meistern und Schachlegenden. Sein britischer Kollege Luke McShane bespricht aktuelle Bücher in essayistischer Form, während Ex-Weltmeister Garri Kasparow seit seinem Rückzug vom aktiven Schach das aktuelle Turniergeschehen resümiert und einzelne, bemerkenswerte Partiestellungen betrachtet. Die abschließende Rubrik „Just Checking“ stellt anhand eines knappen Fragebogens einen zeitgenössischen Schachmeister vor.